# مستشفى الملك عبد العزيز الجامعي
مستشفى الملك عبد العزيز الجامعي هو مستشفى تعليمي تابع لجامعة الملك سعود في الرياض، يعتبر المستشفى الجامعي أول مستشفى تعليمي بالمملكة العربية السعودية، وهو أحد المستشفيات الجامعية التابعة لكلية الطب بجامعة الملك سعود .

## التأسيس
أسس الأمير طلال بن عبد العزيز مستشفى الملك عبد العزيز الجامعي في عام 1375 هـ الموافق 1955، على أرض مساحتها 31900 متر مربع تقريبا، ويقع على طريق الملك عبد العزيز (المطار القديم) مقابل وزارة الزراعة من الجهة الشرقية، سمي المستشفى في البداية باسم مستشفى الأمير طلال بن عبد العزيز، وكان يتم العلاج فيه برسوم رمزية، وكان يعتبر في ذلك الوقت المستشفى الأهلي الوحيد في مدينة الرياض وواحدا من أهم المستشفيات التخصصية، وفي عام 1380 هـ الموافق 1960 آلت إدارت المستشفى لوزارة الصحة، ثم بعد ذلك انتقلت ملكيته لجامعة الملك سعود في الثاني من شهر ذي الحجة من عام 1393 هـ الموافق شهر ديسمبر من عام 1973، وبعد إنشاء كلية الطب البشري التابعة لجامعة الملك سعود ظهرت الحاجة لإيجاد مستشفيات تعليمية ملحقة بالكلية، وقد وقع اختيار الكلية على مستشفى الملك عبد العزيز الجامعي، وبدأ العمل به كمستشفى تعليمي في عام 1395 هـ الموافق 1975، ومنذ ذلك الوقت والمستشفى يقدم خدماته العلاجية مجانا للمرضى، تبلغ طاقة المستشفى السريرية 104 سرير وهو للتخصصات الأكاديمية فقط.

## أقسام المستشفى
يضم المستشفى أقسام تخصصية بالإضافة لأقسام المختبر والأشعة والصيدية والعلاج الطبيعي، وهذه الأقسام التخصصية هي :
- قسم طب وجراحة العيون .
- قسم طب وجراحة الأنف والأذن والحنجرة .
- المركز الجامعي للسكري .
- العيادات التخصصية .
- العيادات العامة .

## كراسي الأبحاث
تم استحداث كراسي أبحاث خاصة بالتخصصات الأكاديمية الموجودة في المستشفي وهي خمسة كراسي أبحاث : 
- كرسي أبحاث الاعاقه السمعيه و زراعة السماعات : هو كرسي بحث في مجال ضعف السمع يهدف إلى الشراكة مع المجتمع عن طريق دمج المعوقين سمعيا في المجتمع والتعاون البحثي مع الدول المتقدمة في هذا المجال وإيجاد بيئة معرفية في الجامعة قائمة على الأبحاث والتعليم العالي .
- كرسي أبحاث الصوت والبلع : هو كرسي يهدف إلى تحقيق التعاون والتكامل بين الجامعة وبين المراكز العلمية والبحثية المحلية والعالمية في مجال أمراض الصوت والبلع .
- كرسي بحث أمراض وجراحة الأنف والجيوب الأنفية والحساسية وقاع الجمجمة : يهدف الكرسي إلى بحث أمراض وجراحة الأنف والجيوب الأنفية والحساسية وقاع الجمجمة في المجتمع السعودي ومدى انتشارها و تأثيرها .
- كرسي أبحاث الماء الأزرق : يهدف الكرسي للحد من الإعاقة البصرية الناتجة عن مرض الجلوكوما (الماء الأزرق) في المملكة العربية السعودية باستخدام الهندسة الوراثية، وتحديد المؤشرات الجينية المسببة للإصابة بمرض الجلوكوما (الماء الأزرق) لاكتشاف الأشخاص المعرضين للإصابة وذلك للتدخل العلاجي المبكر ومحاولة منع المرض قبل حدوثه، وتحديد المورثات الجينية المختلفة لمرض الجلوكوما في المملكة العربية السعودية، وإيجاد علاقة بين المؤشرات الجينية والأنواع المختلفة لمرض الجلوكوما، وتكوين قاعدة بيانات للمؤشرات الجينية لمرضى الجلوكوما في المملكة العربية السعودية ومقارنتها بالأنماط العالمية، والعمل على إنشاء طرق التنبؤ بمرض الجلوكوما مبنيا على المؤشرات الجينية، ودراسة العامل الوراثي لمرض الجلوكوما الخلقي قبل الولادة في عينه محددة .
- كرسي أبحاث الدكتور ناصر الرشيد لأبحاث وأمراض العيون : يهدف الكرسي لإنشاء معمل بحثي للعلوم الأساسية لأبحاث أمراض العيون بجودة عالمية عالية بالتعاون مع مركز ريغا للأبحاث الطبية بجامعة لوفان بلجيكا، وإجراء أبحاث لتحديد الأسباب المناعية لالتهابات العين الداخلية، وإجراء أبحاث لتحديد المسببات الجينية لالتهابات العين الداخلية، وإجراء أبحاث لتحديد العوامل التي تتحكم في حدوث اعتلال شبكية العين نتيجة لمرض السكري.[2]

## توسعة المستشفى
أقر مجلس إدارة جامعة الملك سعود توسعة مستشفى الملك عبد العزيز الجامعي وذلك ببناء مبنى رئيسي مكون من 9 أدوار، تم ربطه بمبنى الجراحة، ويتكون المبنى من قبو سفلي وعلوي، السفلي مواقف للسيارات بطاقة 250 موقف والعلوي بطاقة 110 مواقف، وقسم العلاج الطبيعي بكامل تجهيزاته وإدارة التغذية (المطبخ بكافة ملحقاته)، أما الدور الأول فيضم عيادات الرعاية الأولية والجراحة والباطنية إضافة للصيدلية والمختبرات والأشعة، والدور الثاني يحتوي على غرف عمليات للجراحة والباطنية و4 غرف للعمليات و37 غرفة لعمليات جراحة اليوم الواحد و7 غرف للإفاقة وغرف لإفاقة الأطفال غير مكتملي النمو (الخدج)، أما الدور الثالث فيحتوي على قسم النساء والولادة وقسم الأطفال (عيادات وغرف التوليد)، والدور الرابع سيكون مخصص بالكامل للمركز الجامعي للسكري، أما الأدوار الخامس والسادس والسابع فستكون مخصصة لأجنحة التنويم بعدد 126 سرير.